# Треданьель
Треданье́ль (фр. Trédaniel, брет. Trezeniel) — коммуна во Франции, находится в регионе Бретань. Департамент — Кот-д’Армор. Входит в состав кантона Плентель. Округ коммуны — Сен-Бриё.
Код INSEE коммуны — 22346.

## География
Коммуна расположена приблизительно в 370 км к западу от Парижа, в 75 км западнее Ренна, в 21 км к юго-востоку от Сен-Бриё.

## Население
Население коммуны на 2016 год составляло 944 человека.
| 1962 | 1968 | 1975 | 1982 | 1990 | 1999 | 2008 | 2016 |
| ---- | ---- | ---- | ---- | ---- | ---- | ---- | ---- |
| 564  | 592  | 636  | 719  | 747  | 856  | 974  | 944  |

## Экономика
В 2007 году среди 587 человек в трудоспособном возрасте (15—64 лет) 461 были экономически активными, 126 — неактивными (показатель активности — 78,5 %, в 1999 году было 69,8 %). Из 461 активных работали 444 человека (239 мужчин и 205 женщин), безработных было 17 (4 мужчины и 13 женщин). Среди 126 неактивных 58 человек были учениками или студентами, 46 — пенсионерами, 22 были неактивными по другим причинам.

## Достопримечательности
- Церковь Св. Петра и крест (XVI). Исторический памятник с 1925 года[3]
- Часовня Нотр-Дам

## Фотогалерея
- Церковь Св. Петра
- Церковь Св. Петра
- Интерьер часовни Нотр-Дам
- Скульптурная группа в часовне Нотр-Дам